# Schweifhuhn

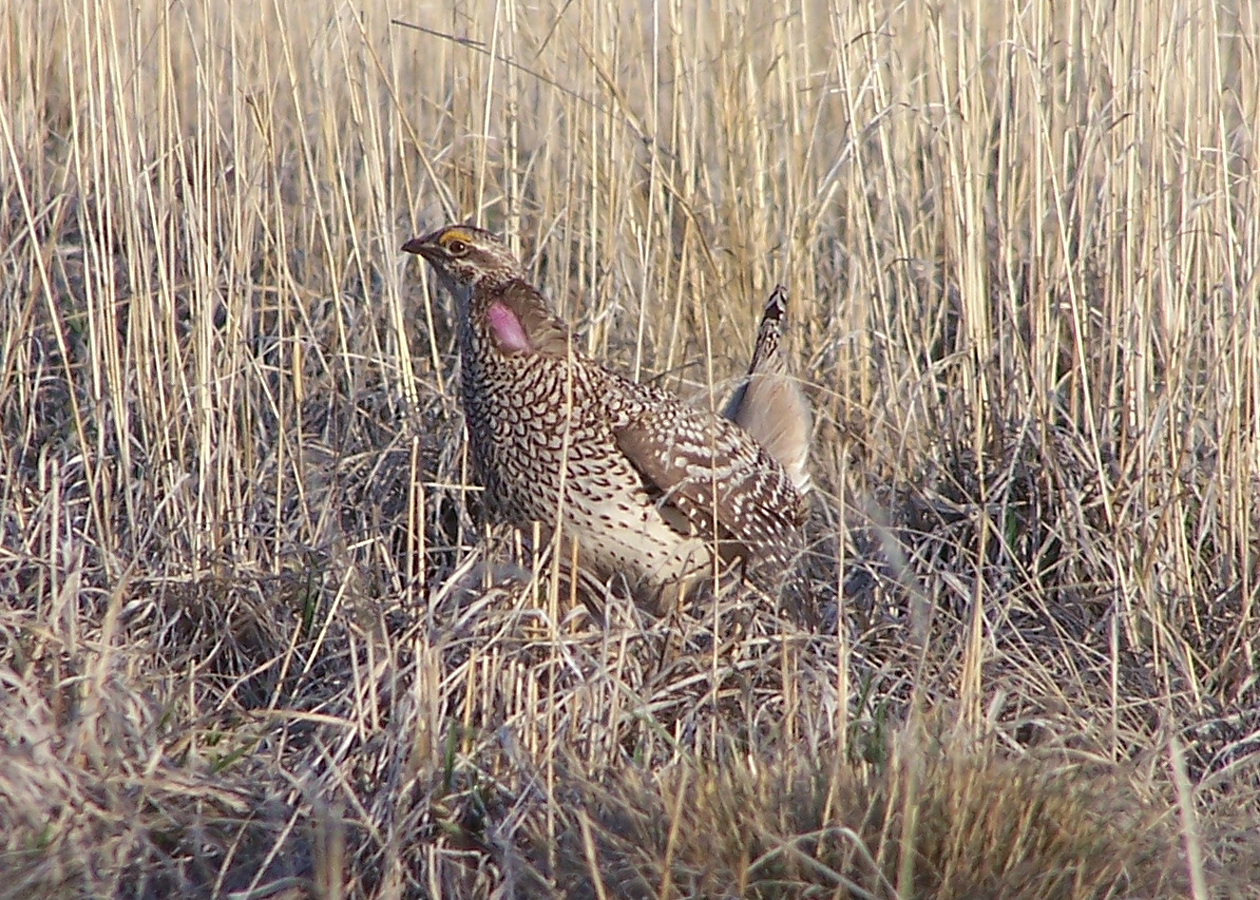
Balzendes Männchen des Schweifhuhns

Das Schweifhuhn (Tympanuchus phasianellus) ist eine Art aus der Familie der Fasanenartigen. Es kommt ausschließlich in Nordamerika vor. Für die Art werden sechs Unterarten unterschieden.

## Erscheinungsbild
Das Schweifhuhn erreicht eine Körpergröße von 38 bis 48 Zentimetern. Männchen wiegen etwa 950 Gramm. Weibchen haben ein durchschnittliches Gewicht von 815 Gramm.
Das Schweifhuhn ist ein kleines Raufußhuhn mit einem gestuften Schwanz. Das mittlere Schwanzfederpaar ist am längsten. Der Schnabel ist bräunlich hornfarben, die Iris sind dunkelbraun. Beim ausgewachsenen Männchen sind die Stirn und die Kopfoberseite braun. Durch das Auge verläuft ein dunkler Streif. Die Weibchen sind den Männchen ähnlich, sind aber kleiner und insgesamt matter gefärbt. Insbesondere die Gesichts- und Kehlzeichnung sind nicht so deutlich kontrastierend. Jungvögel ähneln den Weibchen, haben aber einen weniger langen Schwanz.

## Verbreitung und Lebensraum
Das Schweifhuhn kommt von Zentralalaska und dem Yukon bis in den Westen von Quebec vor. In südlicher Verbreitungsrichtung erreicht es die Great Plains. Im Osten der USA fehlt diese Art. In großen Teilen ihres ursprünglichen Verbreitungsgebietes ist die Art verschwunden. Dies gilt vor allem für den Südwesten ihres historischen Verbreitungsgebietes. In Idaho und Utah sind die Zahlen seit den 1980er Jahren wieder angestiegen.
Der Lebensraum des Schweifhuhns sind offene Landschaften. Es kommt in Steppen, Strauchsteppen, Savannen und Wäldern mit sehr lichtem Baumbestand vor.

## Lebensweise
Das Schweifhuhn ist überwiegend ein Standvogel. Schneefall kann die Art jedoch zwingen, lokal in geschütztere Lebensräume zu wandern. Die Männchen etablieren im September bis Oktober Leks und kehren zu diesen im April bis Mai zurück. Dort führen die Männchen ihre komplexen Balzbewegungen vor. Zu diesen gehören unter anderem ein Vorwärtsspreizen der Flügel, ein Spreizen der Schwanzfedern und ein schnelles Laufen, das von Schwanzschütteln begleitet ist. Männchen zeigen dieses Balzverhalten für zwei bis vier Stunden in den frühen Morgenstunden und suchen dann bis in die Nachmittagsstunden nach Nahrung.
Schweifhühner fressen überwiegend Pflanzenmaterial sowie Insekten. Zur präferierten Nahrung gehören Heuschrecken und Grillen. Schweifhühner zeigen gegenüber dem Menschen gelegentlich ein wenig scheues Verhalten und finden sich auch auf landwirtschaftlichen Höfen und sogar Städten ein, um dort nach Sämereien zu suchen.
Das Nest ist eine flache Bodenmulde. Das Gelege besteht aus fünf bis 17 Eier. Es brütet allein das Weibchen. Die Brutdauer beträgt 21 bis 24 Tage.

## Unterarten
Es sind sieben Unterarten anerkannt:
- Tympanuchus phasianellus caurus (Friedmann, 1943)[4] kommt von Alaska bis ins nordwestliche Kanada vor.
- Tympanuchus phasianellus kennicotti (Suckley, 1861)[5] ist im zentralen Gebiet der Nordwest-Territorien verbreitet.
- Tympanuchus phasianellus phasianellus (Linnaeus, 1758)[6] kommt in Zentralkanada vor.
- Tympanuchus phasianellus columbianus (Ord, 1815)[7] ist von British Columbia bis ins westliche Colorado verbreitet.
- Tympanuchus phasianellus hueyi Dickerman & Hubbard, 1994[8] ursprünglich in New Mexico verbreitet; gilt heute als ausgestorben.
- Tympanuchus phasianellus jamesi (Lincoln, 1917)[9] kommt vom nördlichen zentralen Alberta bis ins nördliche zentrale Gebiet der USA vor.
- Tympanuchus phasianellus campestris (Ridgway, 1884)[10] kommt von Zentralkanada bis Wisconsin vor.

## Belege

### Einzelbelege
1. ↑  Madge et al., S. 383
2. ↑  Madge et al., S. 382 und S. 383
3. ↑  IOC World Bird List Pheasants, partridges, francolins
4. ↑  Herbert Friedmann (1943), S. 190.
5. ↑  George Suckley (1861), S. 361f.
6. ↑  Carl von Linné (1758), S. 160.
7. ↑  George Ord (1758), S. 317.
8. ↑  Robert William Dickerman u. a. (1949), S. 128–136.
9. ↑  Frederick Charles Lincoln (1917), S. 84.
10. ↑  Robert Ridgway (1884), S. 21.